# Râul Bezerc
Râul Bezerc este un curs de apă, afluent al râului Jijia. 